# Slavětín nad Metují
Slavětín nad Metují là một làng thuộc huyện Náchod, vùng Královéhradecký, Cộng hòa Séc.